# Kurija (sud)
Kurija (lat. curia) je građevina posebne pravne namjene. U doba feudalizma bio je to dvor gdje su bili sudovi na koje su vazali morali dolaziti. To je mogao biti dvor feudalnih seniora (curia feudalis) ili dvor samoga kralja (curia regia). U širem značenju kurijom se ponekad označava i svaki drugi sud onog vremena (npr. curia comitis: županov sud).
Hrvatska i Ugarska pod Habsburzima imale su zajednički vrhovni sud, Kraljevsku kuriju do 1849. godine.